# Arthur Cestaro
Pas d'image ? Cliquez ici

a Compétitions nationales et continentales officielles uniquement.

Dernière mise à jour le 23 mai 2025.
Arthur Cestaro, né le 17 mai 1990, est un joueur de rugby à XV français. Il évolue au poste d'arrière.

## Carrière
Formé au RC Massy, Arthur Cestaro rejoint le Stade rochelais en 2009. En 2015, il rejoint Provence rugby, puis deux saisons plus tard, le Rouen Normandie Rugby,. Sans contrat après un passage d'une saison en Normandie, il part jouer une saison en Australie avec le Manly RFC.